# دشت اروپای شرقی

گستره تقریبی دشت اروپای شرقی

دشت اروپای شرقی (انگلیسی: East European Plain) یک دشت پهناور است که از دشت اروپای مرکزی آغاز شده و چندین فلات را در بر می‌گیرد. این دشت که توسط دانشمندان روسی دشت روسیه نیز نامیده می‌شود از ۲۵ درجه طول جغرافیایی شرقی آغاز شده و تا سرزمین‌های ولگا در شرق ادامه دارد. چندین حوضه آبریز بزرگ مانند حوضه دنیپر، سرزمین پست اکا- دن و رود ولگا در این دشت قرار دارند. رشته‌کوه قفقاز و کوه‌های کریمه در انتهای جنوب شرقی دشت اروپای شرقی قرار دارد. این دشت به همراه دشت اروپای شمالی بخش عمده شمال شرق لهستان، کشورهای حوزه دریای بالتیک (استونی، لتونی، لیتوانی)، شمال شرق رومانی و مولداوی را می‌پوشاند و دشت اروپا که چشم‌انداز بدون "کوهستان" قاره اروپا است را پدید می‌آورد.
دشت اروپای شرقی تمامی یا بخش عمده کشورهای حوزه دریای بالتیک، بلاروس، اوکراین، مولداوی، رومانی و بخش اروپایی روسیه را در بر می‌گیرد. این دشت در حدود ۴٬۰۰۰٬۰۰۰ کیلومتر مربع وسعت داشته و میانگین ارتفاع آن از سطح دریا حدود ۱۷۰ متر است. بلندترین نقطه این دشت با ارتفاع ۳۴۶٫۹ متر در تپه‌های والدای قرار دارد.

## مرزها
- غرب: دریای بالتیک، اودر، لوسیشن نایسه، سودتنلند، کوه‌های کارپات
- جنوب: رشته‌کوه بالکان، کوه‌های کریمه، قفقاز، دریای سیاه، دریای آزوف و دریای خزر
- شرق: رشته‌کوه اورال و چاله توران
- شمال: دریای سفید، دریای بارنتز، دریای کارا و رشته‌کوه اسکاندیناوی